# Contracepção de emergência
A contracepção de emergência refere-se a medidas que, se tomadas após a relação sexual, podem impedir o início da gravidez.
As formas de contracepção  incluem:
- Pílulas de contracepção de emergência, também denominadas "pílulas do dia seguinte" — são drogas que atuam impedindo a ovulação ou fertilização e possivelmente uma implantação de um blastocisto  depois da fertilização. As pílulas de contracepção de emergência são diferentes de métodos de aborto médico que atuam depois da implantação.

A organização Mundial da Saúde, bem como a legislação brasileira consideram gravidez apenas após a adesão do embrião a parede uterina. Sendo assim, para muitos, ela não pode ser enquadrada como método abortivo. 
A pílula de contracepção de emergência deve ser tomada até no máximo três dias (72 horas) após a relação sexual desprotegida (entretanto, sua eficácia é maior quanto mais precoce for o seu uso), tomando-se dois comprimidos de uma só vez ou fracionados em duas doses, sendo a segunda dose tomada doze horas após a primeira. Os efeitos mais freqüentes após o uso da pílula anticoncepcional de emergência são náuseas e vômitos.
- (DIUs) — geralmente usados como um método de contracepção primário, mas às vezes utilizados como método de contracepção de emergência. Ele funciona causando uma irritação no útero, que desencadeia a produção de um muco impedindo o embrião de grudar na parede do útero. As discussões em torno deste ser ou não um método abortivo são iguais as da pílula do dia seguinte.

## Objeção de consciência
A Justiça Federal nos Estados Unidos suspendeu a vigência de um regulamento de farmácia, aprovado no estado de Washington, que obrigava aos farmacêuticos a dispensar a pílula do dia seguinte, sem que fosse respeitado o direito à objeção de consciência. A decisão é uma medida cautelar que protege tanto os proprietários como os empregados das farmácias.
A alegação apresentada é de que é contrário `a constituição obrigá-los a atuar em desacordo com as suas convicções morais e éticas sob pena de perder o negócio. A ordem judicial permite aos farmaceuticos a negar-se a vender a pílula com a condição de que encaminhem quem a peça a outra farmácia próxima em que possa ser atendido. A pílula do dia seguinte, também denominada de "anticoncepção de emergência", foi autorizada nos Estados Unidos em 1988 e desde 2006 pode ser fornecida sem receita médica a maiores de 18 anos.